# Бобровка (Брянская область)
Бобровка — опустевшая деревня в Карачевском районе Брянской области в составе Ревенского сельского поселения.

## География
Находится в восточной части Брянской области на расстоянии приблизительно 15 км по прямой на юг-юго-запад от районного центра города Карачев.

## История
Известно с XIX века как сельцо, владение Бахтиных, Дехановых, Семичевых, Житковых и др. В середине XX века работал колхоз «Солнце». В 1964 к де-ревне была присоединена деревня Послово. В 1866 году здесь (деревня Карачевского уезда Орловской губернии) было учтено 17 дворов. По состоянию на 2020 год опустела.

## Население
Численность населения: 137 человек (1866 год), 193 (1926)), 14 человек в 2002 году (русские 71 %, чеченцы 29 %), 3 в 2010.